# Nosorožec dvourohý
Nosorožec dvourohý (Diceros bicornis), někdy též nosorožec černý, je druh nosorožce, který se přirozeně vyskytuje v jižní a východní Africe. Společně s nosorožcem tuponosým představují jediné zástupce afrických nosorožců, další tři druhy obývají Asii. Nosorožec dvourohý byl ještě kolem roku 1700 široce rozšířen i ve středozápadní Africe a jeho celková populace se odhadovala na 850 000 jedinců, avšak masivní lov v 19. a 20. století populaci zdecimoval na pouhých několik tisíc. Hlavním cílem lovců býval hlavně nosorožcův roh, pro který je už po tisíce let poptávka v asijském (zejména čínském) tradičním lékařství. Současná populace čítající přes šest tisíc jedinců má kapsovité rozšíření ve veřejných i soukromých rezervacích s těžištěm výskytu v Jihoafrické republice, Keni, Namibii a Zimbabwe.
S výškou kolem 1,3–1,8 m se jedná o jednoho z menších druhů nosorožců. Jeho tělo pokrývá tlustá šedá neosrstěná kůže. Dominantu hlavy utváří dva rohy, z nichž ten přední bývá delší než zadní. Roh z keratinu začíná růst ve věku několika měsíců a roste průběžně po celý život. Je to polygynní druh, samice rodí jen jedno mládě jednou za několik let. Doba březosti je asi 15 měsíců a mládě zůstává v blízkosti samice 2–3,5 roku, někdy déle. Je to typický okusovač, živí se různými dřevnatými rostlinami a bylinami, trávu požírá výjimečně. Tím se liší od nosorožce tuponosého, který je primárně spásač, čemuž odpovídá i to, že jeho hlava je položena velmi nízko, zatímco hlava nosorožce dvourohého je více v horizontální pozici. K přitahování potravy pomáhá nosorožci dvourohém jeho horní pysk, který má úchopnou funkci podobně jako sloní chobot.
I přesto, že populace nosorožce dvourohého od 90. let 20. století stoupá, jedná se o kriticky ohrožený druh. Hlavní hrozbou je pytláctví pro nosorožčí roh. Nosorožec dvourohý byl na řadu lokací reintrodukován, což pomáhá v navyšování jeho početnosti. Lze jej spatřit v řadě zoologických zahrad, v Česku to je Zoo Dvůr Králové, která zaznamenala již desítky odchovů a patří k nejúspěšnějším chovatelům mimo území Afriky.

## Systematika
Formální popis druhu se datuje již do roku 1758, kdy profil nosorožce dvourohého vyšel v 10. vydání Systema Naturae švédského přírodovědce Carla Linného. Linné druh pojmenoval jako Rhinoceros bicornis. Rod Rhinoceros v původním Linného pojetí seskupoval nosorožce se dvěma předními zuby a jedním nebo dvěma rohy; vedle nosorožce dvourohého zahrnoval ještě nosorožce indického (Rhinoceros unicornis). Linné svůj popis založil na svědectvích evropských cestovatelů a objevitelů afrického kontinentu, kteří se o nosorožcích dvourozích zmiňovali. Jako lokalitu výskytu druhu však Linné označil Indii, a to patrně na základě lebky nosorožce z Indie, kterou měl Linné možnost zahlédnout v Londýně. Tato lebka měla dva rohy – jednalo se nicméně o lebku nosorožce indického, na níž byl přilepen další roh, aby se zvýšila tržní cena lebky. V roce 1911 byla typová lokalita druhu opravena na Mys Dobré naděje. Nosorožec dvourohý byl později přeřazen do rodu Diceros. Vědecké rodové jméno Diceros se skládá z řeckých slov di („dva“) a cerato („roh“). Druhové jméno bicornis pochází z latinského bi („dva“) a cornis („roh“). Doslova tedy „dvourohý dvourohý“.

### Fylogeneze
Nosorožec dvourohý (Diceros bicornis) představuje jednoho ze dvou žijících druhů afrických nosorožců – druhým je nosorožec tuponosý (Ceratotherium simum). I když oba tito nosorožci nepatří do stejného rodu, utváří spolu tribus Dicerotini. Jedná se o nejbližší příbuzné neboli sesterské taxony. Nejstarší fosilie tohoto tribu byly popsány již z raného miocénu z Afriky i Eurasie (Řecko, Anatolie, Írán, Čína). Podle moderních genetických výzkumů se linie afrických nosorožců vydělila od svých euroasijských předků někdy před 16 miliony lety a k rozdělení nosorožce tuponosého a dvourohého došlo v pozdním miocénu někdy mezi 7,3–5,3 miliony lety. To by souhlasilo i s fosilním záznamem, jelikož nejstarší fosilie nosorožce dvourohého pocházejí z přibližně stejné doby. Společným předkem nosorožce tuponosého a dvourohého je patrně Ceratotheirum neumayri, který je dobře znám z pozdně miocenních fosilií ze středomořské oblasti.
Níže jsou zobrazeny fylogenetické vztahy většiny druhů pozdně pleistocenních nosorožců podle rozsáhlé genetické studie z roku 2021, která byla vypracována na základě kompletních jaderných genomů:
|  | Nosorožec tuponosý (Ceratotherium simum) |
|  |                                          |
|  | Nosorožec dvourohý (Diceros bicornis)    |
|  |                                          |

|  | \| \| † Nosorožec srstnatý (Coelodonta antiquitatis) \| \| \| \| \| \| † Stephanorhinus kirchbergensis \| \| \| \| |
|  | |
|  | Nosorožec sumaterský (Dicerorhinus sumatrensis)                                                                    |
|  | |
|  | † Nosorožec srstnatý (Coelodonta antiquitatis)                                                                     |
|  | |
|  | † Stephanorhinus kirchbergensis                                                                                    |
|  | |

|  | † Nosorožec srstnatý (Coelodonta antiquitatis) |
|  |                                                |
|  | † Stephanorhinus kirchbergensis                |
|  |                                                |

|  | Nosorožec jávský (Rhinoceros sondaicus)  |
|  |                                          |
|  | Nosorožec indický (Rhinoceros unicornis) |
|  |                                          |

|  | \| \| † Nosorožec srstnatý (Coelodonta antiquitatis) \| \| \| \| \| \| † Stephanorhinus kirchbergensis \| \| \| \| |
|  | |
|  | Nosorožec sumaterský (Dicerorhinus sumatrensis)                                                                    |
|  | |
|  | † Nosorožec srstnatý (Coelodonta antiquitatis)                                                                     |
|  | |
|  | † Stephanorhinus kirchbergensis                                                                                    |
|  | |

|  | † Nosorožec srstnatý (Coelodonta antiquitatis) |
|  |                                                |
|  | † Stephanorhinus kirchbergensis                |
|  |                                                |

|  | Nosorožec jávský (Rhinoceros sondaicus)  |
|  |                                          |
|  | Nosorožec indický (Rhinoceros unicornis) |
|  |                                          |

|  | Nosorožec tuponosý (Ceratotherium simum) |
|  |                                          |
|  | Nosorožec dvourohý (Diceros bicornis)    |
|  |                                          |

|  | \| \| † Nosorožec srstnatý (Coelodonta antiquitatis) \| \| \| \| \| \| † Stephanorhinus kirchbergensis \| \| \| \| |
|  | |
|  | Nosorožec sumaterský (Dicerorhinus sumatrensis)                                                                    |
|  | |
|  | † Nosorožec srstnatý (Coelodonta antiquitatis)                                                                     |
|  | |
|  | † Stephanorhinus kirchbergensis                                                                                    |
|  | |

|  | † Nosorožec srstnatý (Coelodonta antiquitatis) |
|  |                                                |
|  | † Stephanorhinus kirchbergensis                |
|  |                                                |

|  | Nosorožec jávský (Rhinoceros sondaicus)  |
|  |                                          |
|  | Nosorožec indický (Rhinoceros unicornis) |
|  |                                          |

|  | \| \| † Nosorožec srstnatý (Coelodonta antiquitatis) \| \| \| \| \| \| † Stephanorhinus kirchbergensis \| \| \| \| |
|  | |
|  | Nosorožec sumaterský (Dicerorhinus sumatrensis)                                                                    |
|  | |
|  | † Nosorožec srstnatý (Coelodonta antiquitatis)                                                                     |
|  | |
|  | † Stephanorhinus kirchbergensis                                                                                    |
|  | |

|  | † Nosorožec srstnatý (Coelodonta antiquitatis) |
|  |                                                |
|  | † Stephanorhinus kirchbergensis                |
|  |                                                |

|  | Nosorožec jávský (Rhinoceros sondaicus)  |
|  |                                          |
|  | Nosorožec indický (Rhinoceros unicornis) |
|  |                                          |

|  | Nosorožec tuponosý (Ceratotherium simum) |
|  |                                          |
|  | Nosorožec dvourohý (Diceros bicornis)    |
|  |                                          |

|  | \| \| † Nosorožec srstnatý (Coelodonta antiquitatis) \| \| \| \| \| \| † Stephanorhinus kirchbergensis \| \| \| \| |
|  | |
|  | Nosorožec sumaterský (Dicerorhinus sumatrensis)                                                                    |
|  | |
|  | † Nosorožec srstnatý (Coelodonta antiquitatis)                                                                     |
|  | |
|  | † Stephanorhinus kirchbergensis                                                                                    |
|  | |

|  | † Nosorožec srstnatý (Coelodonta antiquitatis) |
|  |                                                |
|  | † Stephanorhinus kirchbergensis                |
|  |                                                |

|  | Nosorožec jávský (Rhinoceros sondaicus)  |
|  |                                          |
|  | Nosorožec indický (Rhinoceros unicornis) |
|  |                                          |

|  | \| \| † Nosorožec srstnatý (Coelodonta antiquitatis) \| \| \| \| \| \| † Stephanorhinus kirchbergensis \| \| \| \| |
|  | |
|  | Nosorožec sumaterský (Dicerorhinus sumatrensis)                                                                    |
|  | |
|  | † Nosorožec srstnatý (Coelodonta antiquitatis)                                                                     |
|  | |
|  | † Stephanorhinus kirchbergensis                                                                                    |
|  | |

|  | † Nosorožec srstnatý (Coelodonta antiquitatis) |
|  |                                                |
|  | † Stephanorhinus kirchbergensis                |
|  |                                                |

|  | Nosorožec jávský (Rhinoceros sondaicus)  |
|  |                                          |
|  | Nosorožec indický (Rhinoceros unicornis) |
|  |                                          |

|  | Nosorožec tuponosý (Ceratotherium simum) |
|  |                                          |
|  | Nosorožec dvourohý (Diceros bicornis)    |
|  |                                          |

|  | \| \| † Nosorožec srstnatý (Coelodonta antiquitatis) \| \| \| \| \| \| † Stephanorhinus kirchbergensis \| \| \| \| |
|  | |
|  | Nosorožec sumaterský (Dicerorhinus sumatrensis)                                                                    |
|  | |
|  | † Nosorožec srstnatý (Coelodonta antiquitatis)                                                                     |
|  | |
|  | † Stephanorhinus kirchbergensis                                                                                    |
|  | |

|  | † Nosorožec srstnatý (Coelodonta antiquitatis) |
|  |                                                |
|  | † Stephanorhinus kirchbergensis                |
|  |                                                |

|  | Nosorožec jávský (Rhinoceros sondaicus)  |
|  |                                          |
|  | Nosorožec indický (Rhinoceros unicornis) |
|  |                                          |

|  | \| \| † Nosorožec srstnatý (Coelodonta antiquitatis) \| \| \| \| \| \| † Stephanorhinus kirchbergensis \| \| \| \| |
|  | |
|  | Nosorožec sumaterský (Dicerorhinus sumatrensis)                                                                    |
|  | |
|  | † Nosorožec srstnatý (Coelodonta antiquitatis)                                                                     |
|  | |
|  | † Stephanorhinus kirchbergensis                                                                                    |
|  | |

|  | † Nosorožec srstnatý (Coelodonta antiquitatis) |
|  |                                                |
|  | † Stephanorhinus kirchbergensis                |
|  |                                                |

|  | Nosorožec jávský (Rhinoceros sondaicus)  |
|  |                                          |
|  | Nosorožec indický (Rhinoceros unicornis) |
|  |                                          |

Hlavní morfologické rozdíly mezi nosorožcem tuponosým a dvourohým jsou založeny na jejich rozdílném jídelníčku. Nosorožec tuponosý je typický spásač; živí se trávou a jeho hlava směřuje ve výrazném úhlu směrem dolů, čemuž jsou přizpůsobeny lebeční kosti a pozice mozkovny, která je jen mírně nakloněna vzhledem k pozici obličeje. Nosorožec dvourohý je okusovač; živí se keři, listy aj., a hlavu drží více vodorovně a jeho mozkovna je vzhledem k obličeji výrazně nakloněna vzhůru. Oba druhy se mezi sebou mohou křížit.

### Poddruhy

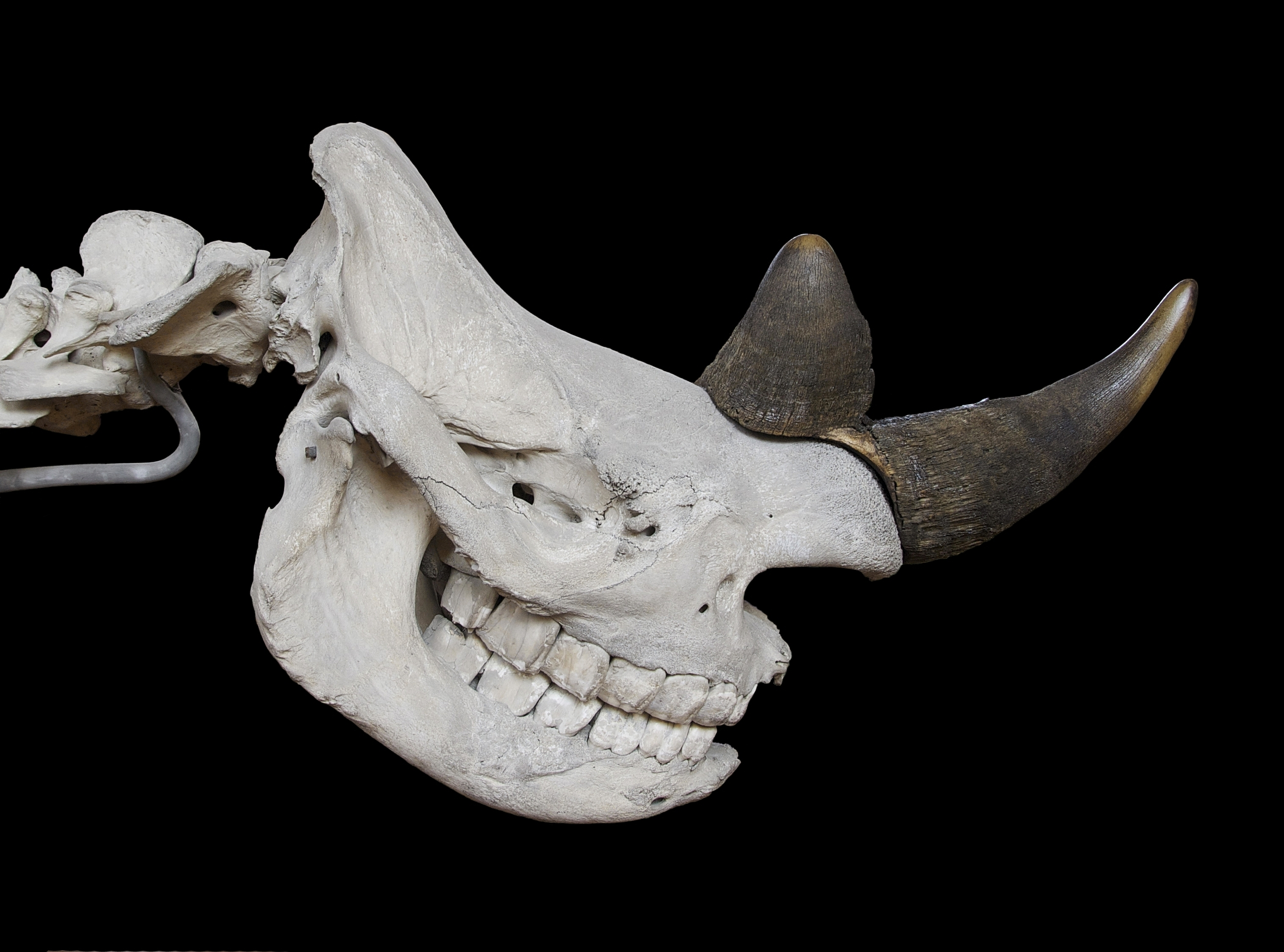
Lebka nosorožce dvourohého (Národní přírodovědné muzeum v Paříži)

Ještě někdy do poloviny 20. století byl nosorožec dvourohý považován za poměrně ucelený druh. Poddruhy sice byly občas popisovány, avšak typicky poté, co se nosorožec dvourohý objevil v evropském muzeu či zoologické zahradě a na tyto rané popisy nebylo bráno příliš zřetele. V tom ohledu byla přelomová práce L. Zukowského z roku 1965, který z velkého množství vzorků z muzeí, zoologických zahrad i dat z literatury systematicky popsal 17 poddruhů. Zukowského práce však byla založena na starším konceptu poddruhu, proto britsko-australský biolog Colin Groves (1967) jeho závěry zrevidoval a počet poddruhů snížil na 7. Jeho příspěvek byl nicméně v zásadě ignorován dalších 20 let, načež Skupina odborníků na africké slony a nosorožce (African Elephant and Rhino specialist group) po kritice Grovesovy práce navrhla roztřídit nosorožce dvourohého do čtyřech ochranářských skupin (conservation unit; CU), podle jejich geografického výskytu. Časem se začaly těmto skupinám (někdy též označovaným jako ekotypy) přiřazovat trinomická jména (tzn. začaly být považovány za poddruhy). Rozdělení do čtyř poddruhů potvrdila i analýza zabavených rohů upytlačených jedinců a hojně se používá při ochraně nosorožců – pro své potřeby jej převzal i Mezinárodní svaz ochrany přírody. K těmto čtyřem poddruhým / ochranářským jednotkám / populacím / ekotypům patří:
- Diceros bicornis bicornis (Linnaeus, 1758) – nosorožec dvourohý jihozápadní;
- † Diceros bicornis longipes Zukowsky, 1949 – nosorožec dvourohý severozápadní;
- Diceros bicornis michaeli Zukowsky, 1964 – nosorožec dvourohý východní;
- Diceros bicornis minor (Drummond, 1876) – nosorožec dvourohý jižní.

V roce 2011 Colin Groves svou více než čtyřicet starou práci společně s britským kolegou Peterem Grubbem zrevidovali a rozeznávají nově 8 poddruhů, z nichž hned 3–4 jsou vyhynulé:
- † D. b. bicornis (Linnaeus, 1758) – Jihoafrická republika, jižní Namibie. Jednalo se o největší z poddruhů. Vyhynul kolem roku 1850.[22]
- † D. b. brucii (Lesson, 1842) – Somálsko a od Etiopie po Súdán. Reliktní populace ze severního Somálska vyhynula počátkem 20. století.
- †(?) D. b. chobiensis Zukowski, 1965 – namibijská část oblasti kolem řeky Okavango. Vyhynulý či takřka vyhynulý.[20]
- D. b. ladoensis Groves, 1967 – od Keni po Súdán.
- † D. b. longipes Zukowsky, 1949 – západoafrický poddruh; původně rozšířen od Čadu po Nigérii. V roce 2002 již zbývalo jen posledních 10 jedinců,[23] 2003 byl spatřen naposledy.[24] Terénní výzkum z roku 2006 již nenašel žádného zástupce a v roce 2011 byl poddruh prohlášen za vyhynulého.[25]
- D. b. Michael Zukowsky, 1965 – východoafrický poddruh; původně rozšířen v jižním Súdánu, Etiopii a na jih přes Keňu do středo-severní Tanzanie.
- D. b. minor (Drummond, 1876) – od Jihoafrické republiky po Keňu.
- D. b. occidentalis (Zukowski, 1922) – Namibie a Angola. Malý poddruh přizpůsobený životu v poušti a polopoušti. Tento poddruh je někdy považován za součást poddruhů bicornis a minor.[20]

Počet rozeznávaných poddruhů se tedy může u jednotlivých autorit lišit a debata o vnitřní taxonomii a biogeografii druhu pokračuje i nadále. Situaci nepomáhá ani skutečnost, že hranice areálu výskytu jednotlivých poddruhů nejsou jasně definovány tak, jak je tomu např. u nosorožce tuponosého.

## Výskyt a početnost

### Historický

Přibližný areál výskytu nosorožce dvourohého kolem roku 1700

Historická oblast výskytu nosorožce dvourohého zasahovala přes celou jižní a východní Afriku s výjimkou nejsušších oblastí severozápadní části jižní Afriky (mj. jihozápadní Namibie, severozápadní Zambie). Ve střední Africe se vyskytovali ve zhruba 500–1000 km širokém páse táhnoucím se od jižního Somálska přes Etiopii, Jižní Súdán, severní Středoafrickou republiku, jižní Čad, severní Kamerun až po severní Nigérii. Na základě existence domorodých jmen pro nosorožce dvourohého z Libérie a Burkina Faso i zpozorovaných stop se občas spekuluje, že původní areál výskytu sahal ještě dále na západ až takřka k západoafrickému pobřeží, avšak solidnější důkazy chybí.
Podle odhadů se v Africe kolem roku 1700 vyskytovalo kolem 850 000 nosorožců dvourohých. Ještě počátkem 19. století se jednalo o nejpočetnější druh nosorožce s populací čítající stovky tisíc jedinců. Od 19. století se však situace začala rapidně zhoršovat, jak evropští kolonisté na africký kontinent přinesli své ideje o obchodování a ekonomicky profitního využívání půdy. Tak např. mezi lety 1946–1948 bylo jen v keňské oblasti Makueni odstřeleno kolem tisícovky nosorožců dvourohých v rámci příprav oblasti na přeměnu na zemědělsky obdělávanou oblast. I přes drastické snížení populace následkem destrukce habitatu a odstřelů byl celkový počet nosorožců dvourohých v roce 1970 odhadován na 65 000. Keňa hostila tehdejší největší populaci s odhadovaným počtem 18 000 nosorožců dvourohých. Mezi lety 1970–1992 však došlo následkem pytláctví k redukci již tak snížené populace o 96 % a v roce 1992, kdy dosáhla populace nosorožců dvourohých početního minima, zbývalo již jen asi 2 475 jedinců. V některých zemích byl přitom druh považován již za vyhynulý. Patřila k nim Zambie,  Somálsko, Uganda, Súdán, Čad či Středoafrická republika. V řadě jiných států se v polovině 90. let vyskytovala jen minimální, zbytková populace o několika jedincích. Naopak těžištěm výskytu byla Jihoafrická republika, Keňa, Namibie a Zimbabwe.

### Novodobý
V roce 2019 se kolem 94 % nosorožců dvourohých (a mimochodem asi 97 % nosorožců tuponosých) vyskytovalo pouze ve čtyřech již zmíněných státech, a sice ve veřejných a soukromých přírodních rezervacích v Jihoafrické republice, Keni, Namibii a Zimbabwe. Zbytkové populace se vyskytují ještě v Angole a Mozambiku. Menší populace se díky reintrodukčním programům vyskytují v Botswaně, Čadu, Demokratické republice Kongo, Malawi, Rwandě, Svazijsku, Tanzanie, Ugandě a Zambii. Celková populace nosorožce dvourohého se v letech 2021/2022 odhadovala na 6487 jedinců a již od poloviny 90. let vykazuje stoupavý trend.

## Popis

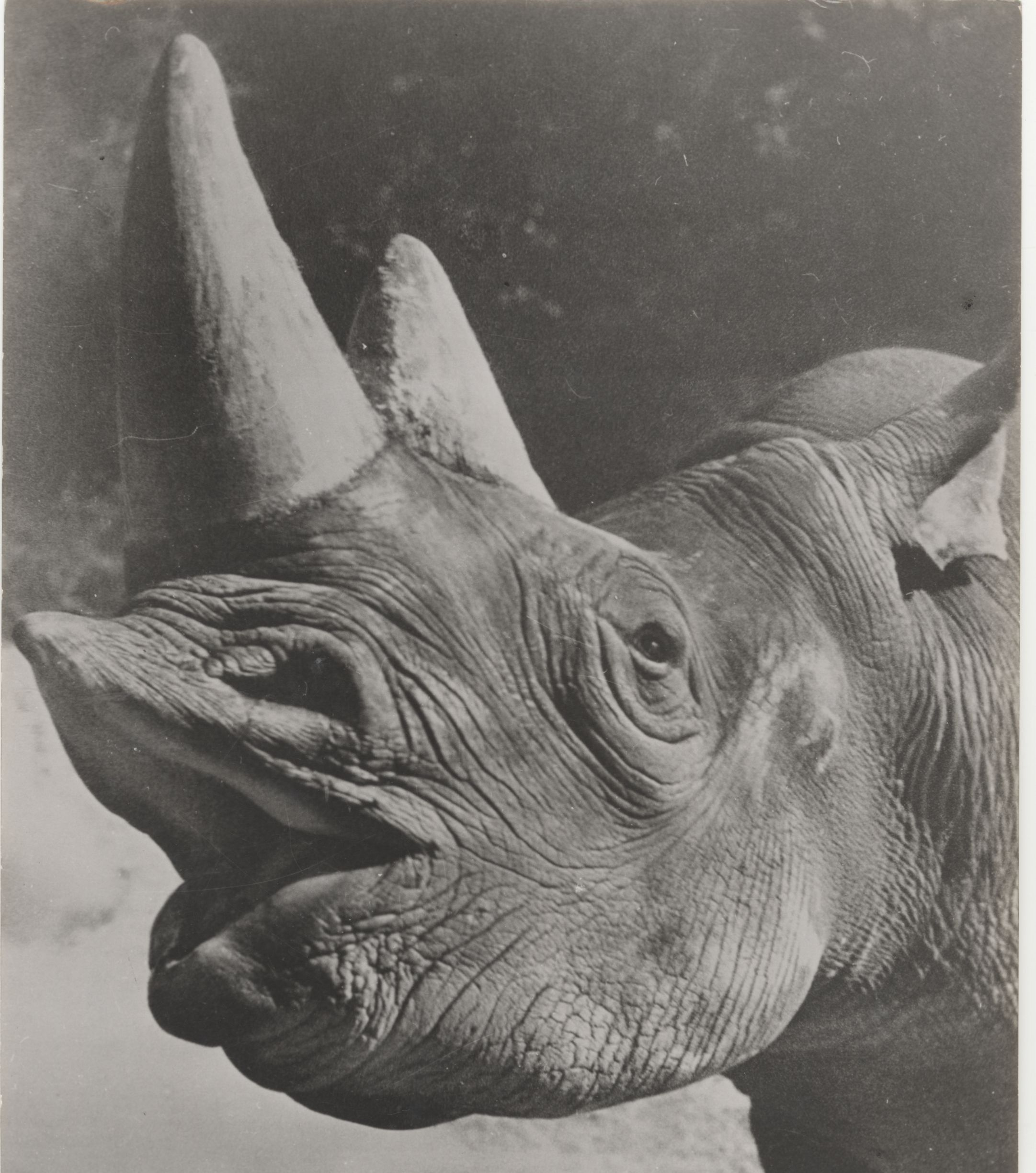
Portrét hlavy s dobře patrnými dvěma rohy a zašpičatělým chápavým horním pyskem

Nosorožec dvourohý měří na výšku kolem 1,3–1,8 m, na délku (od čumáku po zadní část těla) asi 2,8–2,9 m. Váha se typicky pohybuje v rozmezí 800–1350 kg. Na rozdíl od nosorožce tuponosého drží nosorožec dvourohý svou hlavu více zpříma (pokud se zrovna nekrmí při zemi; avšak i tak je hlava pod úrovní hřbetu) a jeho hřbet je více prohnutý, takže se mu na hřbetu vytváří vyduté sedlo. Tělo pokrývá silná, takřka holá kůže tmavě šedé barvy bez větších kožních záhybů. Tato kůže je často překryta světle hnědým bahnem v závislosti na tom, zda se v něm nosorožec zrovna válel. V případě běhu nosorožce se však může kůže spíše začernat, když se na zpocené tělo nalepí tmavé prachové částice. V zadní části těla je kůže nejtlustší a může dosahovat šířky až 13 mm. Nejtvrdší a nejmozolnatější je však na chodidlech. Nohy jsou krátké a silné. Ocas je krátký, spoře osrstěný. U některých jedinců může část ocasu chybět, což bývá pozůstatek neúspěšného pokusu o odlovení nosorožce predátory. Zakulacené uši jsou velké, zhruba od poloviny své délky směřují nahoru. Z ušních boltců vyrůstají prodloužený chlupy, jejichž množství se individuálně liší. Horní pysk protažený do špičky je chápavý, takže jej nosorožec může využívat pro úchop větví nebo otrhávání listů ze stromů a keřů.

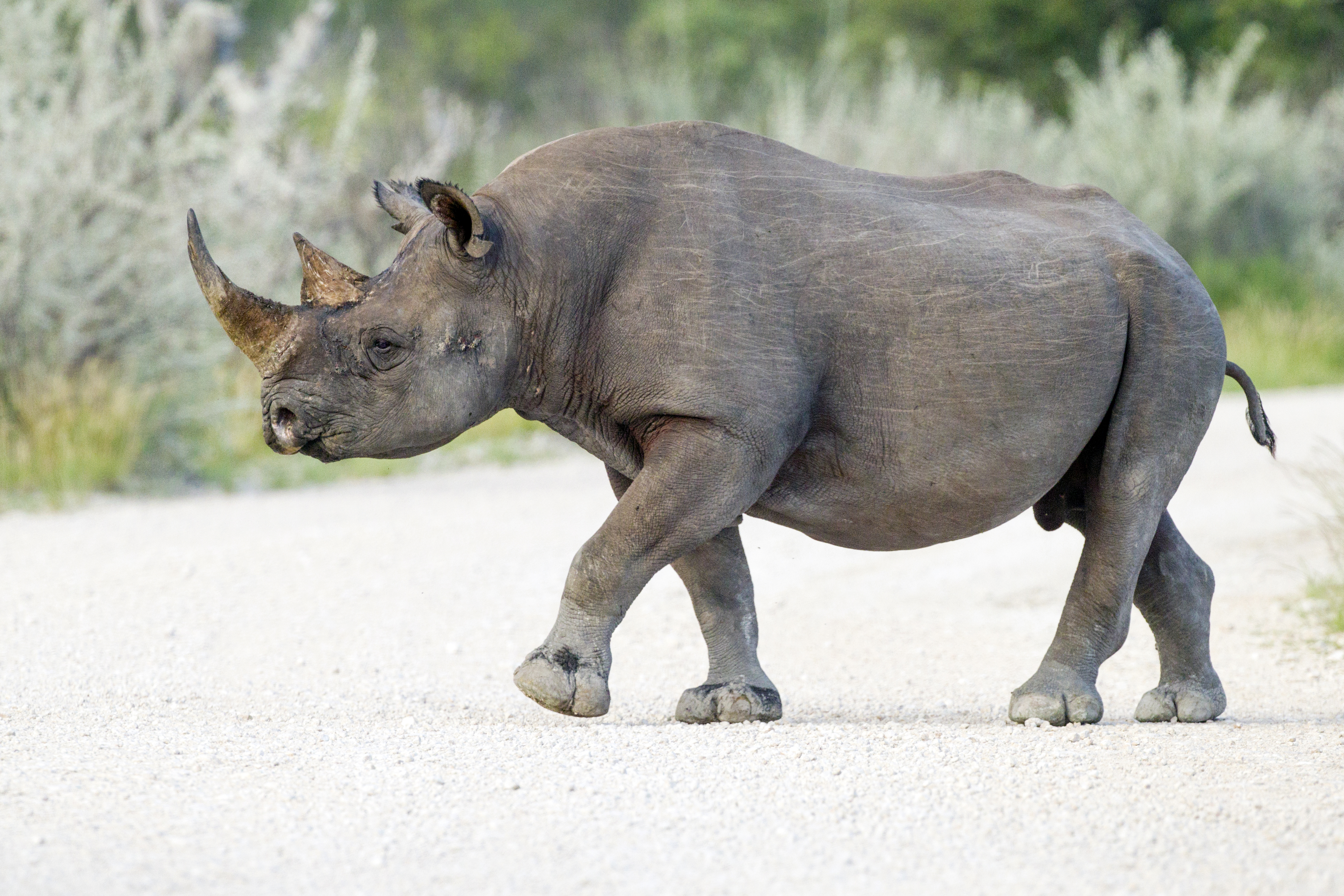
Samec v namibijském národním parku Etosha

Z hlavy vyrůstají dva rohy, které jsou tvořeny z keratinu (rohoviny), což je hmota, ze které jsou tvořeny i lidské nehty a vlasy. Přední roh bývá větší a může měřit až 136 cm, zadní roh je s délkou do 82 cm o poznání kratší. U některých populací nebo jedinců však může zadní roh dosahovat délky předního rohu. Výjimečně se objevují jedinci se třemi nebo dokonce pěti rohy. Váha obou rohů se pohybuje v průměru kolem 2,65 kg. Pokud dojde k ulomení nebo uříznutí rohu, dorůstá. U předního rohu byla zaznamenána růstová rychlost u dospělce 60 mm za rok, u zadního roku 27 mm ročně. U nedospělého jedince to bylo 89 mm ročně u předního rohu a 44 mm u zadního rohu. Zubní vzorec je I 0/0, C 0/0, P 4/ 3–4, M 3/3, tedy 26–28 zubů. Pohlavní dimorfismus je nevýrazný. Samci bývají o něco větší než samice a jejich hruď a krk jsou robustnější. Samice mají dvě bradavky a samci masitý penis, který běžně směřuje dozadu. Šourek chybí.

## Biologie a ekologie

### Stanoviště a pohyb

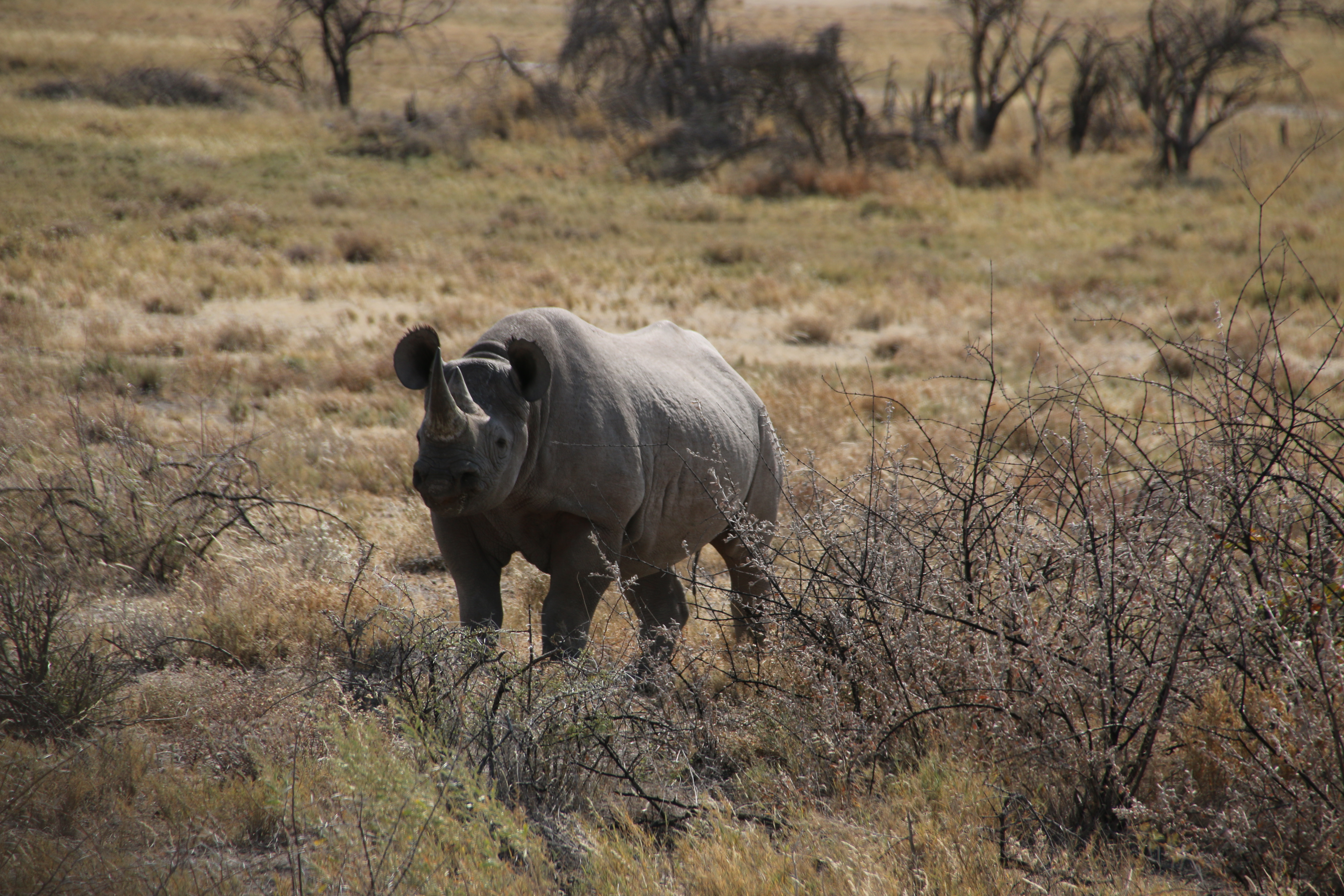
Nosorožec dvourohý v namibijské savaně

Nosorožec dvourohý se objevuje v široké škále habitatů od pouštních oblastí Namibie přes polopouště, savany, suché i mokřejší lesy a křoviny až po montánní lesy. Může se vyskytovat od nížin do nadmořské výšky 3700 m n. m. (Mount Kenya). Klíčový je pro něj hlavně dostatek potravy, která typicky i určuje hustotu jeho výskytu. Na pouštních pláních se může vyskytovat jen jeden nosorožec dvourohý na 100 km², v oblastech s velkým množstvím husté vegetace to může být i jeden nosorožec na 1 km². Historicky největší hustoty výskytu druhu byly zaznamenány houštinách myrhovníků (Commiphora) a bauhunií (Bauhinia) v národním parku Tsavo West (Keňa), v akáciových (Acacia) houštinách Hluhluwe (Jihoafrická republika) a v opadavých houštinách ve střední části řeky Zambezi.
Jedná se o stálý (nemigrující) druh, který zůstává převážně na svých domovských okrscích. Domovské okrsky mívají různou velikosti a u většiny jedinců až na dominantní samce se překrývají. V Keni byla zaznamenána velikost okrsků mezi 2,2–14,4 km² a jejich velikost nebyla závislá na pohlaví ani věku jedince. Z Tanzanie jsou však reportovány okrsky u samic mezi 2,5–47,3 km² a u jednoho samce dosahoval velikosti 690 km². Okrsky bývají umístěny do několika kilometrů od vodního zdroje, vzácněji se nosorožci mohou vyskytovat i 8–23 km od nejbližší vody. Nosorožec se na svém území pohybuje po stejných trasách, které si časem vyšlape do zřetelných, asi 0,5 m širokých stezek, které jsou často na první pohled zřetelné a lze je využít k nálezu vody v neznámém terénu. I přes své robustní tělo může nosorožec dvourohý při úprku nebo útoku vyvinout rychlost až 55 km / h.

### Chování

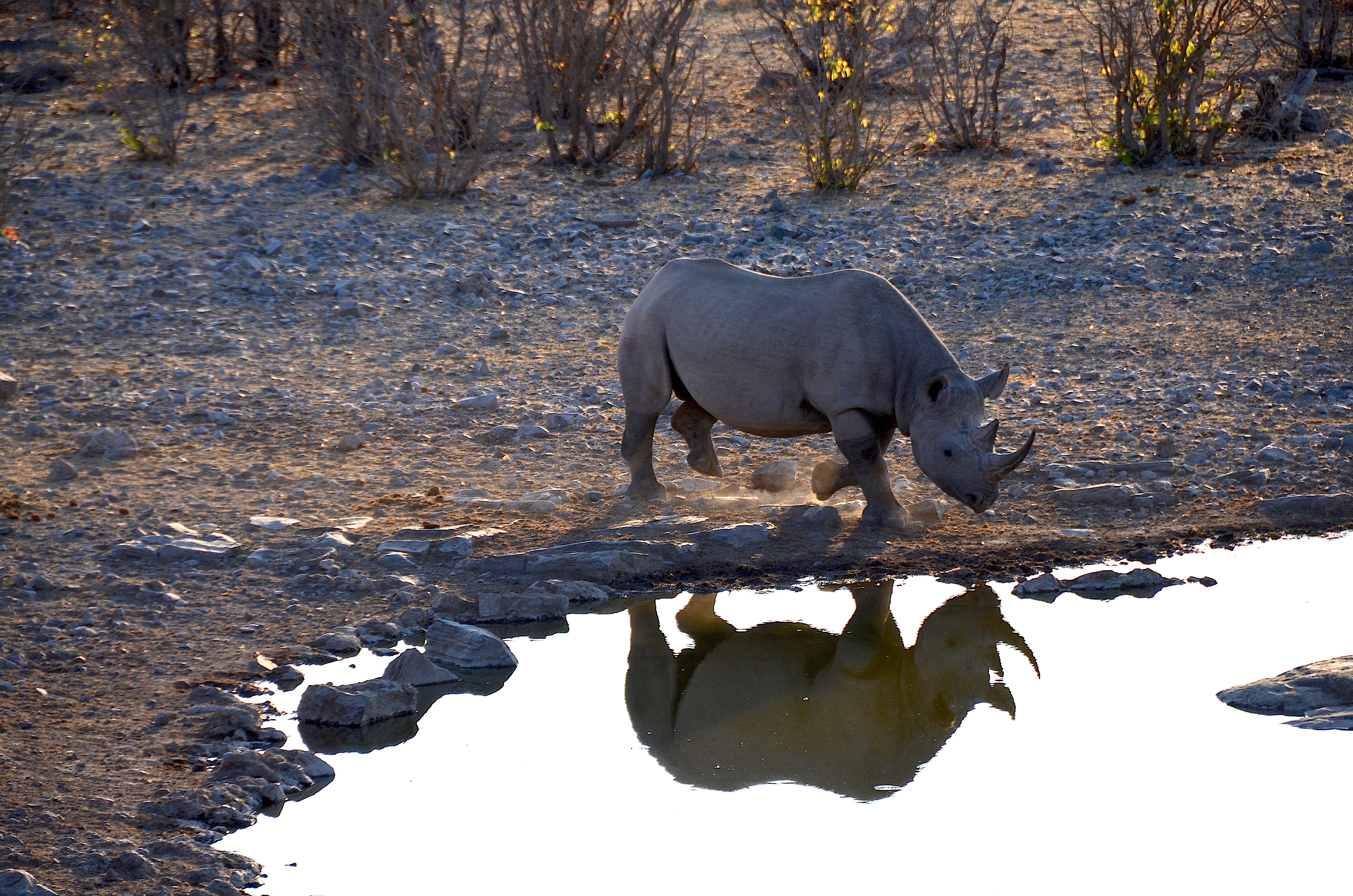
Nosorožec dvourohý u vodního zdroje (Namibie)

Vyskytuje se samostatně nebo v menších skupinkách, které tvoří dospělý samec, jedna či více dospělých samic a jejich mláďata a případě i nedospělý jedinec. Nosorožec působí samotářsky a podrážděně, což se i objevuje ve starších zdrojích, nicméně novější výzkum ukazuje, že hlavně v noci má poměrně bohatý sociální život, a to zejména u zdrojů pitné vody. Socializují se hlavně samice, ke kterým se občas přidají i samci. Zatímco interakce mezi samicemi nevykazují známky výraznější agrese, interakce samice a samce nebo samce se samcem jsou doprovázeny agresí. Ta se projevuje strnulými končetinami, krátkými opatrnými krůčky, funěním a občasným pohazováním hlavy s rohem do vzduchu.
U nosorožce dvourohého nastává nejvyšší aktivita časně zrána a poté od pozdního odpoledne do večera. Ke spánku typicky dochází na stejných místech v klidném části domovského okrsku, nejlépe někde v hustém křoví. Spí většinou v noci, avšak během parných dnů může spát i ve střední části dne, kdy jsou teploty nejvyšší. Spí většinou v leže na skrčených nohách, občas na boku nebo ve stoje.

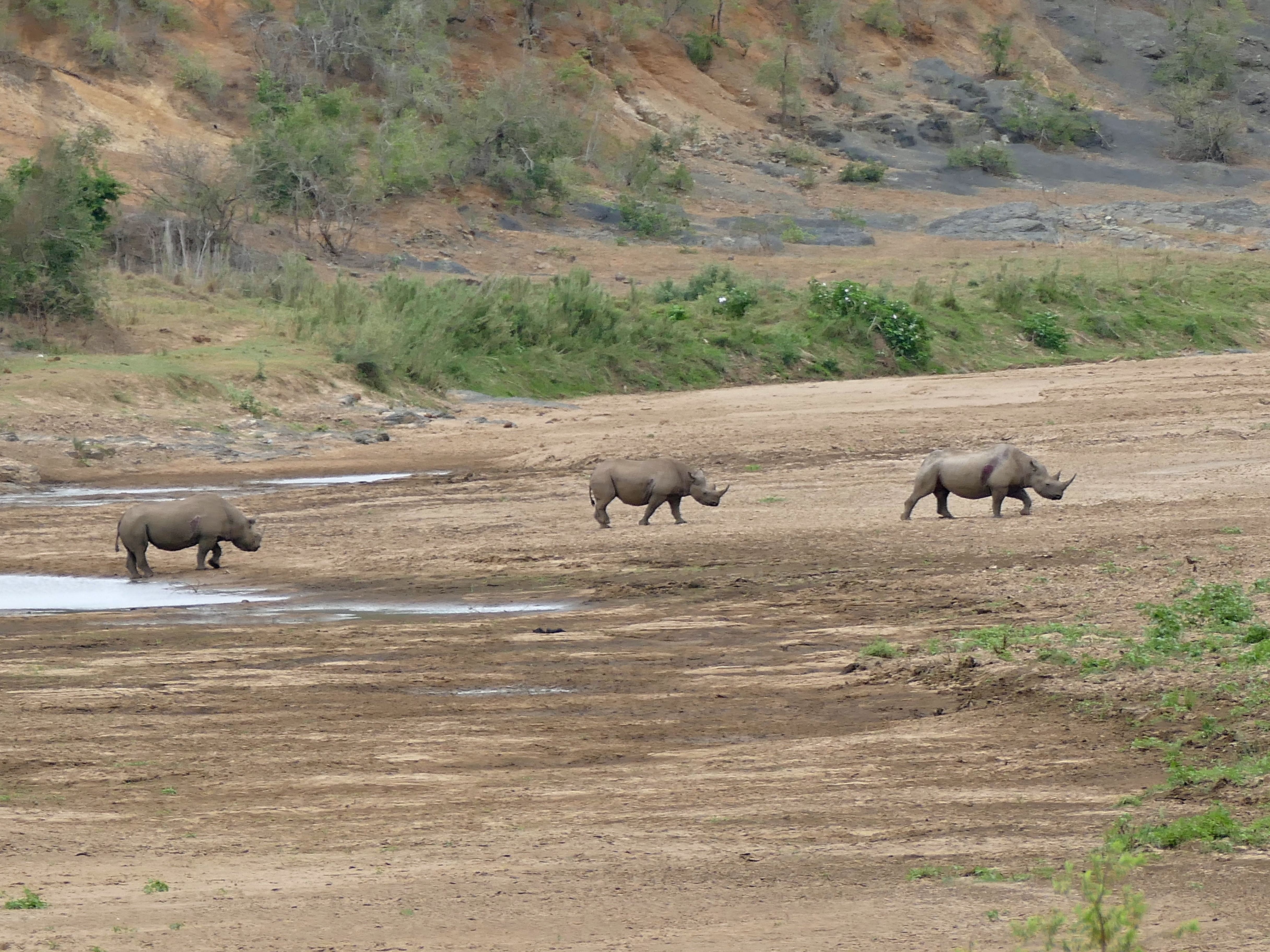
Skupinka nosorožců dvourohých v Jihoafrické republice

Podobně jako ostatní druhy nosorožců, i u nosorožce dvourohého hraje důležitou roli čichový systém. Nosorožec dvourohý často kálí v rámci svého okrsku na tatáž místa, takže podle čerstvosti posledního výkalu na hromádce předává ostatním nosorožcům informaci o tom, zda a kdy byl naposledy v oblasti. Takové hromádky výkalů nejsou situovány jen na okrajích domovských okrsků, ale nosorožec je může udělat kdekoliv na svém okrsku. Hromada výkalů se typicky nachází do 1 metru od stezky pravidelně využívané nosorožci. V Tanzanii se našlo 9–79 hromádek na 1 km² v závislosti na habitatu. Především dospělí samci po defekaci táhnou svou zadní nohu přes výkal, což patrně slouží k přenosu pachové stopy do míst následného pohybu. Podobnou funkci jako výkaly má i moč, kterou hlavně dospělí samci rozstřikují na okolní křoviny a kameny. Území si značkují i táhnutím zadní nohy v hlíně nebo třením rohu o křoví. Zejména dospělí, velcí samci vykazují na svém okrsku silné teritoriální chování. Netolerují žádného vetřelce, zejména samce téhož druhu. Takový dominantní samec je typicky ve věku 9–17 let. Pokud se na jeho okrsku objeví jiný samec, nezřídka dojde k boji, ve kterém využívají svůj roh. Mladí, méně zkušení samci jsou poměrně často v takových bojích zraněni nebo rovnou zabiti. Starší nosorožci, kteří již nemají dostatek síly, také mohou v těchto soubojích zemřít. Pokud dojde k vyhnání jedince z jeho okrsku, tento nosorožec se toulá krajinou, dokud nenajde novou oblast, kde si může vyhranit okrsek, nebo přežívá na okrsku dominantnějšího samce, které mu se neustále vyhýbá.

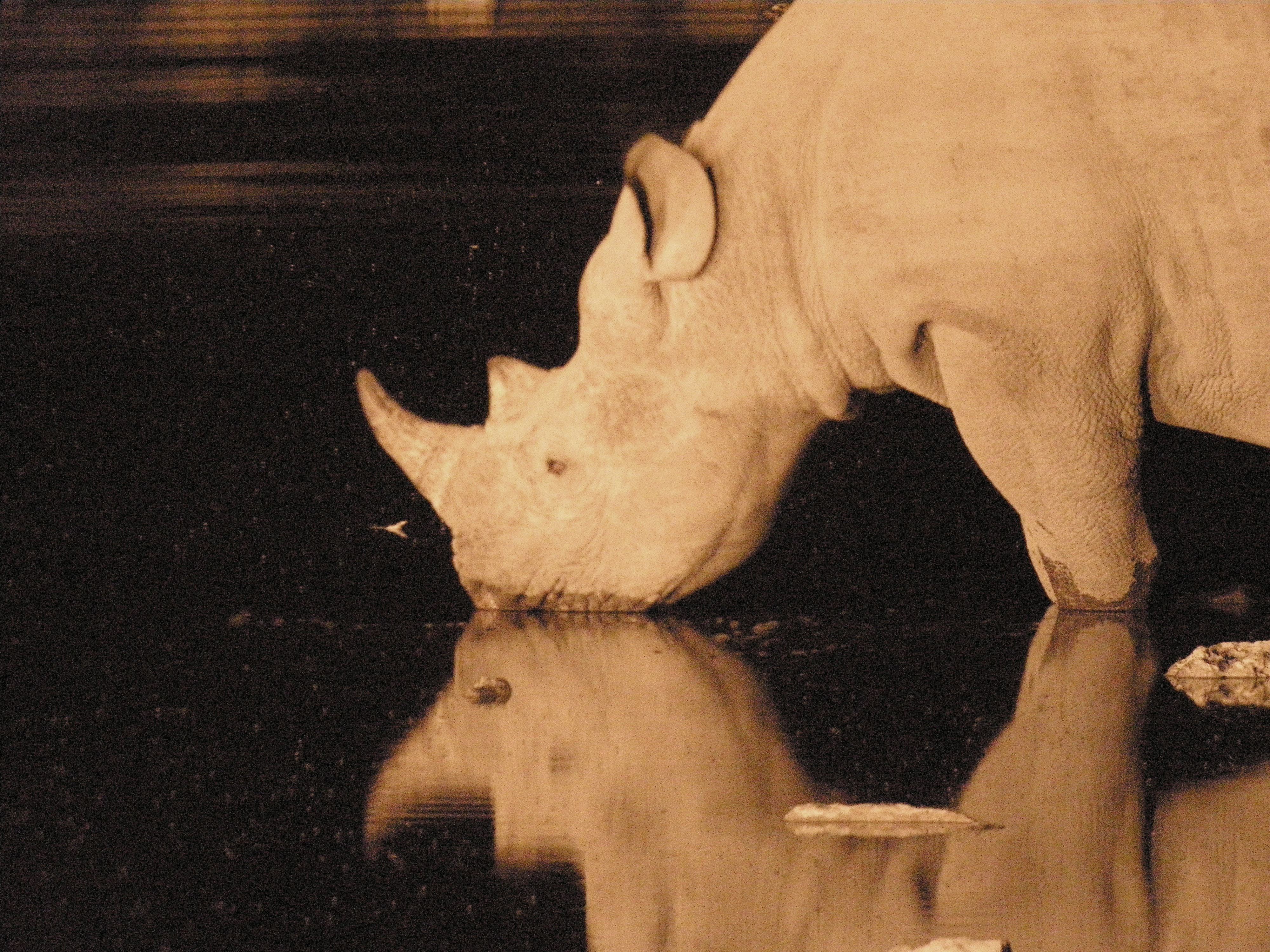
Nosorožec dvourohý při pití v namibijském národní parku Etosha

Zrak je jen špatný; v případě, že člověk na sobě nemá oblečení kontrastující s okolím a vítr vane opačným směrem, takže nosorožec nezaznamená lidský pach, se člověk může nepozorovaně přiblížit až na vzdálenost kolem 30 m. Sluch je však velmi dobře vyvinut a nosorožec může ucítit člověka i na vzdálenost 800 m. K nejčastějším vokálním projevům patří výrazné čichání, smrkání i hlasitý řev, které vydává hlavně při vyrušení. V případě socializací větších skupin se ozývá nápadným chrochtáním.
Typicky pije jen jednou denně nedlouho po západu slunce, někdy už v pozdním odpoledni. Ve studenějších dnech může pít jen jednou za několik dní. V oblastech s dostatečným množstvím sukulentů může přežít i několik měsíců bez přímého vodního zdroje. Nosorožec preferuje stálé, nehybné vodní zdroje jako jsou větší louže a jezírka. Tekoucí vodní toky nemá v oblibě. V případě, že je vodní hladina až příliš mělká, dovede si vyhrabat až metr hlubokou díru s pomocí svých předních končetin.
Společně s pitím se nosorožec koncem dne rád válí v bahně, vzácněji i prachu. Během válení v bahně se nezřídka tře bokem nebo hřbetem o blízkou vegetaci a kameny, kterou tímto také pokryje bahnem. Zatímco bahnitý pokryv těla pomáhá nosorožci s termoregulací a ochranou proti bodajícímu hmyzu, třením o objekty se snaží zbavit klíšťat. Občas se může stát, že nosorožec může do bahna zabřednout natolik, že se z něj nemůže dostat, což v krajním případě může skončit i smrtí.

### Mezidruhové interakce

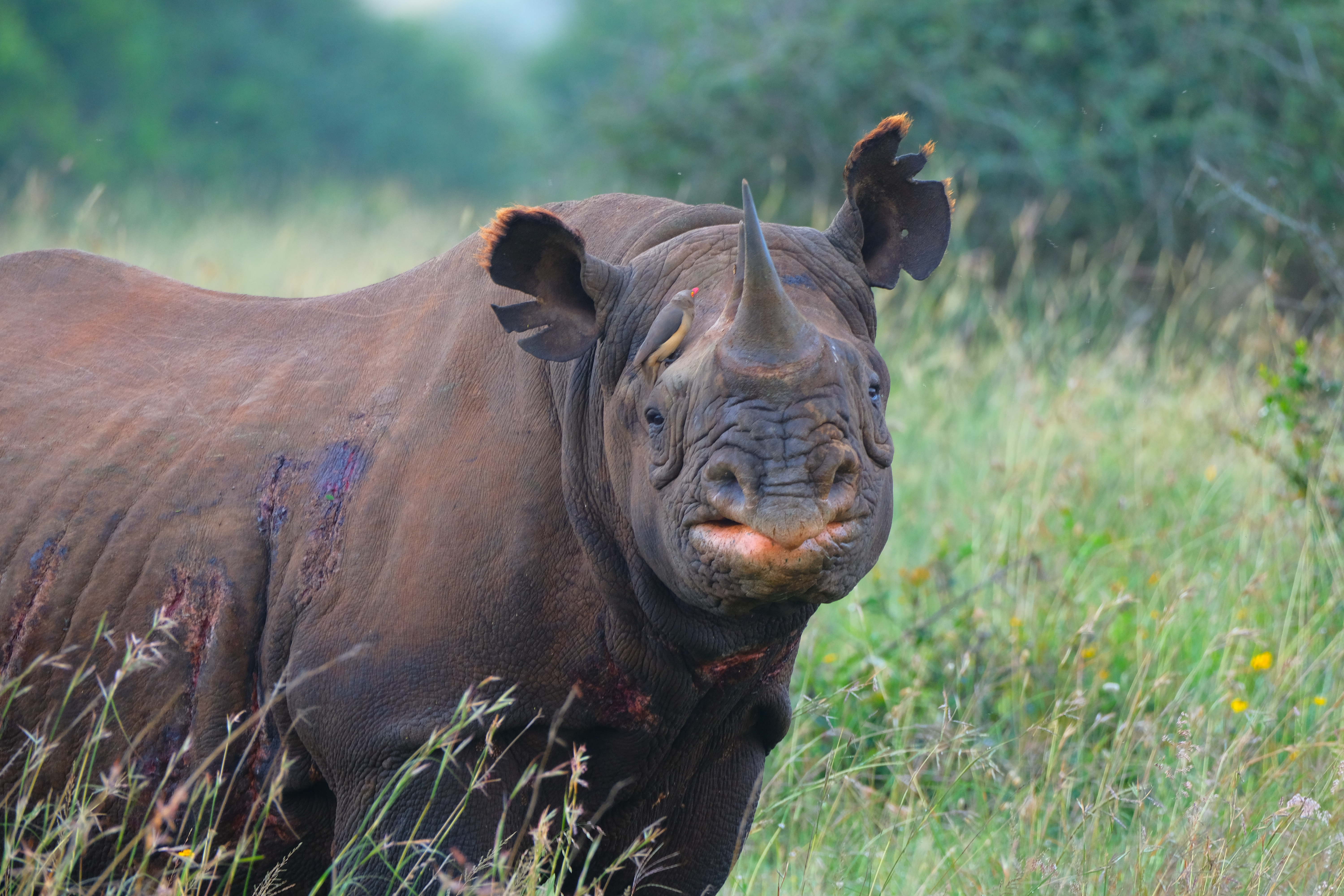
Samice s ránami na těle a klubákem červenozobým nad okem (národní park Nairobi)

K predátorům nosorožce dvourohého patří hyena skvrnitá a lev. Zatímco hyeny si troufnou jen na mláďata a nedospělé jedince, lvi mohou vzácněji zaútočit i na dospělce. Byla zaznamenána agresivní střetnutí mezi nosorožcem dvourohým a slonem africkým i buvolem africkým. Podobně jako další velcí afričtí savci, nosorožci dvourozí jsou spjati s klubáky (Buphagus sp.), pěvci z čeledi Buphagidae. Klubák červenozobý (Buphagus erythrorynchus) je znám tím, že v případě blížícího se vetřelce dokáže nosorožce varovat svým zpěvem, takže nosorožec vetřelce zaznamená rychleji. Experimenty v terénu bylo ukázáno, že klubák nosorožci předává informaci o vzdálenosti, avšak ne o směru příchodu vetřelce. Toto chování klubákovi červenozobému vysloužilo ve svahilštině jméno Askari wa kifaru, čili „nosorožcí strážce“. Klubák červenozobý se živí takřka výhradně tím, co nalezne na kůži afrických velkých savců, mj. klíšťaty, slinami, hlenem, krví či dokonce slzami. I když se tradičně uvádí, že klubáci zbavují nosorožce klíšťat, novější výzkum ukazuje, že klubáci nezmírňují infestaci klíšťaty a spíše se živí nosorožcovou krví. Krev pijí nejen z existujících ran, ale mohou i utvářet úplně nové rány. Zdá se tak, že nosorožci tolerují klubáky pro jejich schopnost nosorožce varovat na blížící se vetřelce. Kolem nosorožců se nezřídka vyskytují i drongové z rodu Dicrurus, kteří loví mouchy v blízkosti nosorožců.

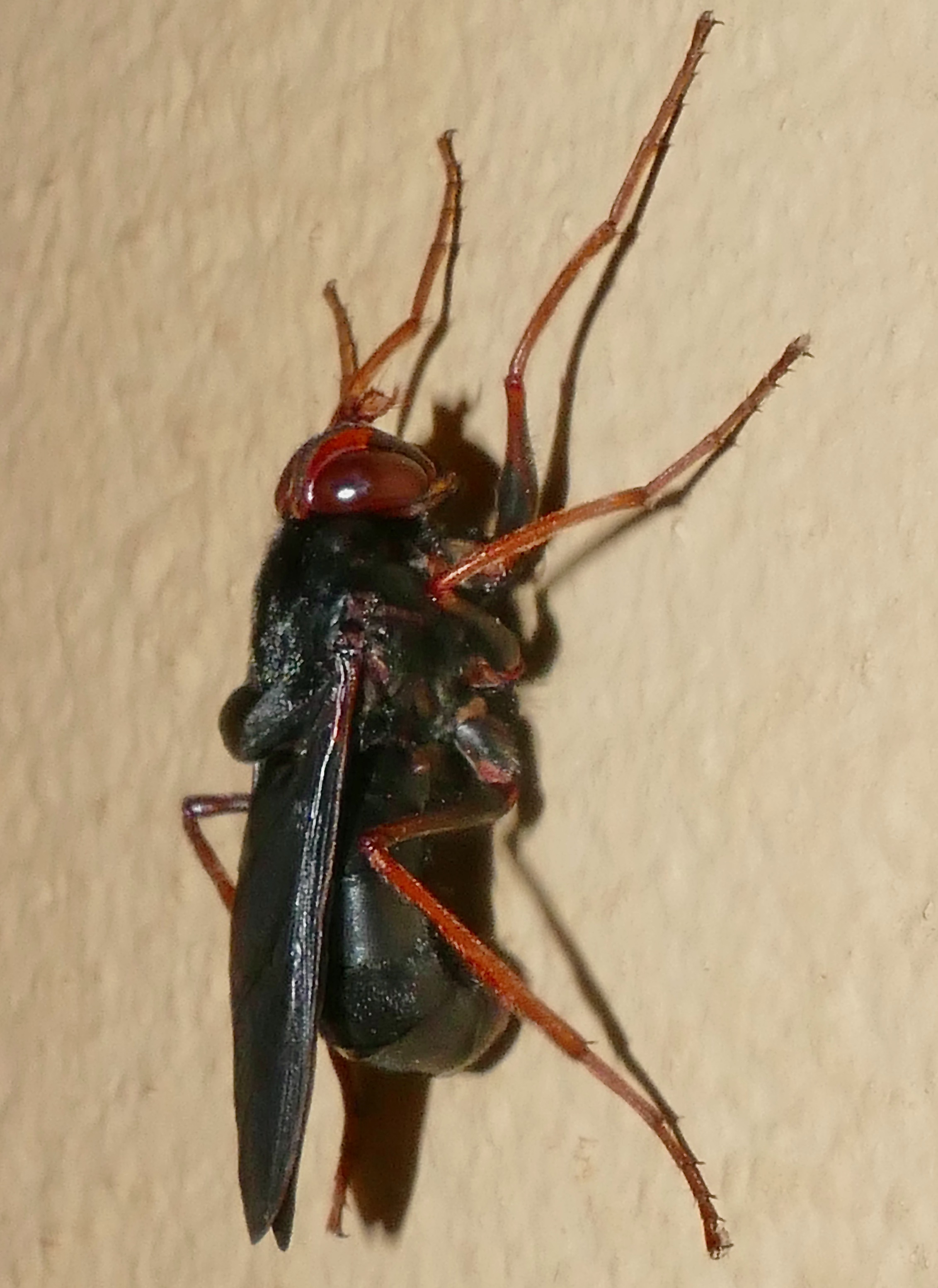
Gyrostigma rhinocerontis

Co se týče parazitů, na kůži nosorožce dvourohého se hojně vyskytují již zmíněná klíšťata. Bylo zaznamenáno kolem 38 druhů klíšťat, z nichž hned 3 druhy se vyskytují pouze u nosorožce dvourohého. Častými místy výskytu klíšťat jsou kožní záhyby v perineální oblasti, v uších i kolem nich a v oblasti očí. Velmi rozšířenou je filáriovitá hlístice Stephanofilaria dinniki, která způsobuje nosorožcům kožní léze. Až 40 mm velká střečkovitá moucha Gyrostigma rhinocerontis parazituje v trávicí soustavě pouze u obou druhů afrických nosorožců. Podobně obligátní je parazitická moucha Rhinomusca dutoiti, která saje krev oběma druhům afrických nosorožců. Její larvy se vyvíjí pouze ve výkalech nosorožce. Stejně i moucha z rodu Lyperosia se vyvíjí pouze ve výkalech nosorožce dvourohého. Zaznamenáni byli i prvoci z rodu Trypanosoma, konkrétně T. bruceii, T. congolense a T. viva, kteří mohou nosorožcům způsobit trypanosomózu. Z dalších běžný parazitů lze zmínit ještě hlístice, kterých bylo u nosorožců dvourohých zaznamenáno velké množství druhů.

### Potrava

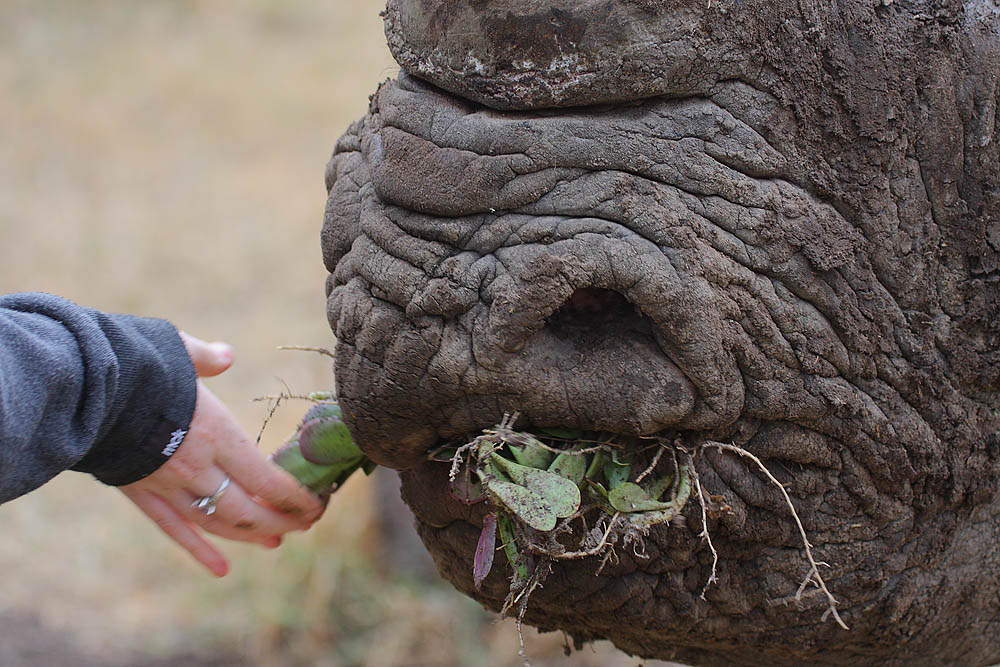
Nosorožec dvourohý při požírání rostlin

Živí se býložravě. Jedná se o typického okusovače, který se krmí bylinami a dřevnatými rostlinami při procházení krajinou. Pořádá velké množství různých rostlin; při terénním výzkumu v Tanzanii bylo identifikováno hned 191 druhů z 49 botanických čeledí. Podobně v Keni bylo zaznamenáno 103 druhů ze 37 čeledí. Většinou však kolem 90 % stravy zahrnuje méně než 20 rostlinných druhů. K těm patří druhy z čeledí pryšcovité, slézovité, bobovité, paznehtníkovité a laskavcovité. V Keni patřily k nejoblíbenějším druhům akácie a smuteň Phyllanthus fisheri. Lipnicotvaré pojídá jen minimálně a spíše nechtěně při požírání nízko rostoucích bylin. Výjimku tvoří čerstvé výhonky trávy v období dešťů, které mohou představovat i přes 10 % jídelníčku. V jihoafrickém národním parku Addo Elephant bylo navíc poukázáno na to, že v případě kompetice se slony africkými se může nosorožec dvourohý uchýlit k požírání většího množství trávy.
Typicky se krmí na listech a větvičkách rostoucích do výše 1 m, může však dosáhnout i na potravu ve více než 2 metrové výšce. Většinou sbírá větvičky do tloušťky 10 mm, avšak umí pozřít větvičky do 30mm tloušťky. V případě slabších stromků s vysoko stoupajícími větvemi může přes tyto stromky jednoduše přejít, takže váhou svého těla je ohně a přisune si vzdálené větve níže. K přísunu větví mu pomáhá jeho horní pysk schopný úchopu, takže jej používá v podstatě stejným způsobem jako slon svůj chobot. Nosorožec dvourohý má schopnost vypořádat se s chemikáliemi bohatě obsaženými v bylinách. Není zcela jasné, jakým způsobem k tomu dochází. Patrně k tomu přispívají velká játra i schopnost produkovat sliny vázající třísloviny v případě, že se tyto sekundární metabolity v rostlinách vyskytují.

### Rozmnožování

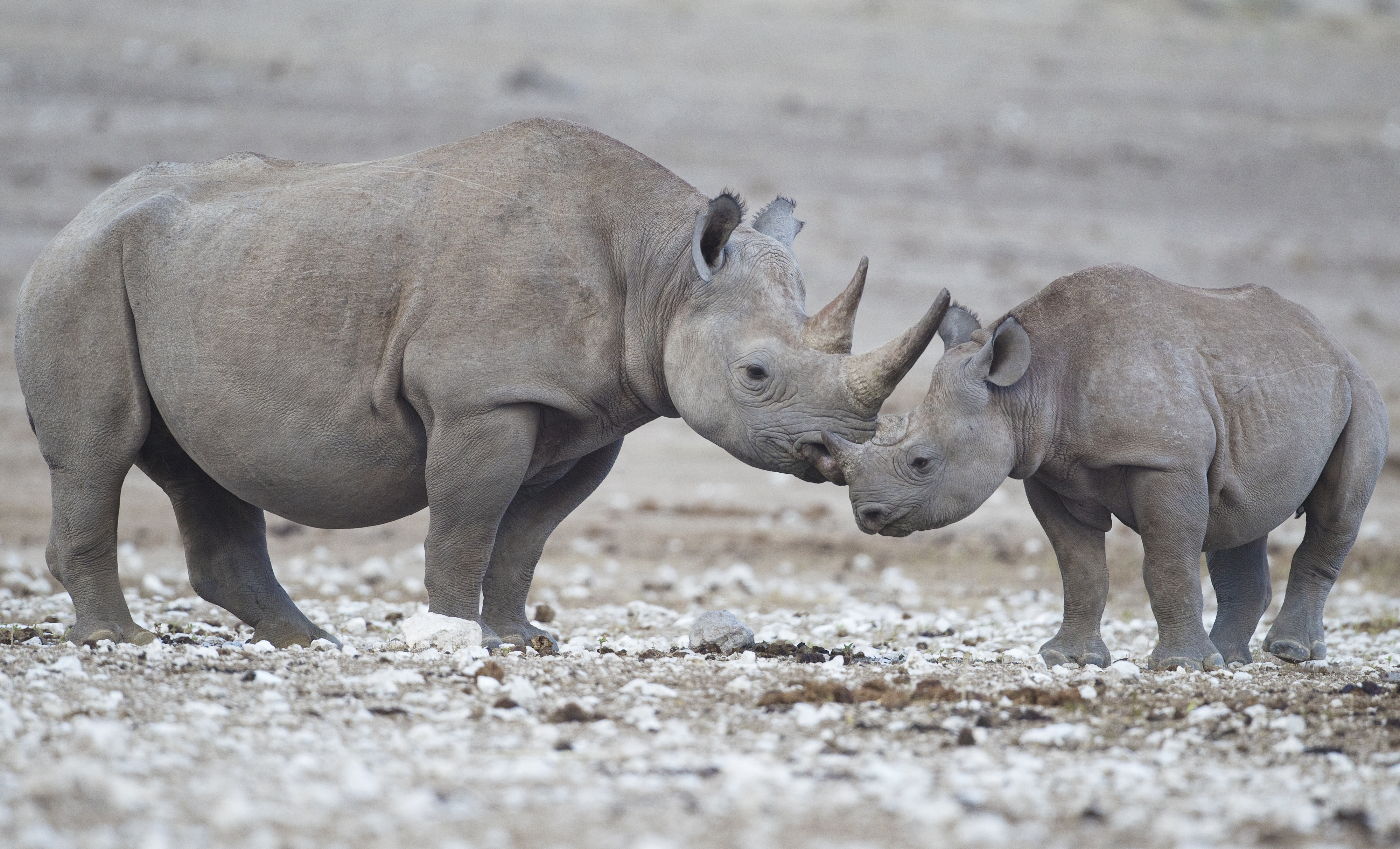
Matka s mládětem (Národní park Etosha, Keňa)

K rozmnožování může docházet průběžně po celý rok, avšak v oblastech se sezónním nedostatkem výživné potravy dochází k početím v měsících se zvýšeným množstvím srážek, což má za následek zvýšené množství kvalitnější potravy a tedy zlepšení tělesného stavu samic. Přesnější načasování závisí na lokální environmentálních podmínkách. Samice vstupuje do estrálního cyklu každých 25–30 dní. Jakmile je připravena k páření, vstoupí na teritorium samce, kde se jí samec začne dvořit. K námluvním rituálům samce patří předvádění chůze se ztuhlýma nohama nebo šavlování rohy se samicí. Samice někdy může během dvoření samce napadnout, avšak pokud jde vše dobře, dojde ke kopulaci. Ta trvá 12–43 minut, a samec u ní ejakuluje 2–9× v závislosti na její délce. Jedná se o polygynní druh, tzn. samec se páří s více samicemi. Doba březosti trvá kolem 15 měsíců a v ideálních podmínkách může samice vrhat co 2–2,5 roku.

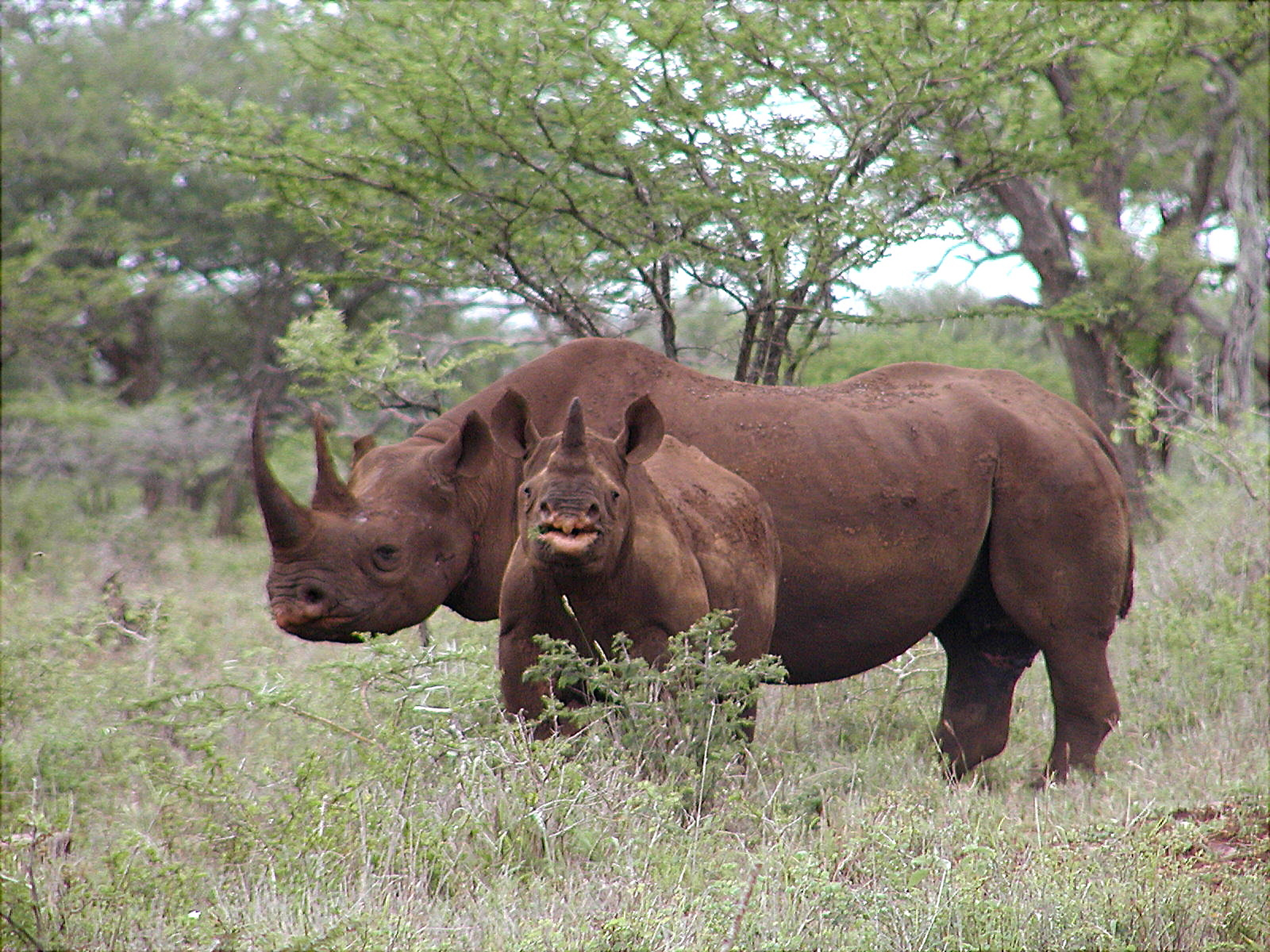
Samice s mládětem (Jihoafrická republika)

K vrhům dochází v hustém křoví. Samice rodí pouze jedno mládě o váze 25–40 kg. Novorozeně několik hodin po narození začne sát mateřské mléko. První asi 4 měsíce mládě přibírá kolem 1,25 kg denně. Mládě se rodí bez rohu; v místě budoucího rohu je jen ztvrdlá kůže. Ve věku 4 měsíců již vyrůstá přední roh do délky kolem 4 cm. Zadní roh se objevuje ve věku 5 měsíců a o měsíc později je 1 cm dlouhý. Oba rohy poté průběžně rostou. Mládě zůstává v blízkosti matky po dobu 2–3,5 roku, u populace čelícímu silnému tlaku pytláků to může být až 6 let. Mladí samci se mohou v blízkosti své matky zdržovat až do věku 6 nebo 7 let. Za zmínku stojí, že v případě úprku od nebezpečí se mládě zdržuje za samicí, zatímco u nosorožce tuponosého mládě typicky utíká před samicí. Pokud v době péče matky o mladého potomka dojde k dalšímu zabřeznutí, samice v době vrhu zavrhne svého staršího potomka, který se pak nejistě snaží přidružit k jiné samici, mladému samci nebo dokonce nosorožci tuponosému. Po 3–8 měsících samice umožní svému staršímu potomku se k ní a k mladšímu sourozenci přidat. Pohlavní dospělost nastává kolem 7. roku života. Nosorožci jsou sexuálně aktivní někdy do 30–35 let, dožívají se kolem 40 let.

## Ohrožení a ochrana

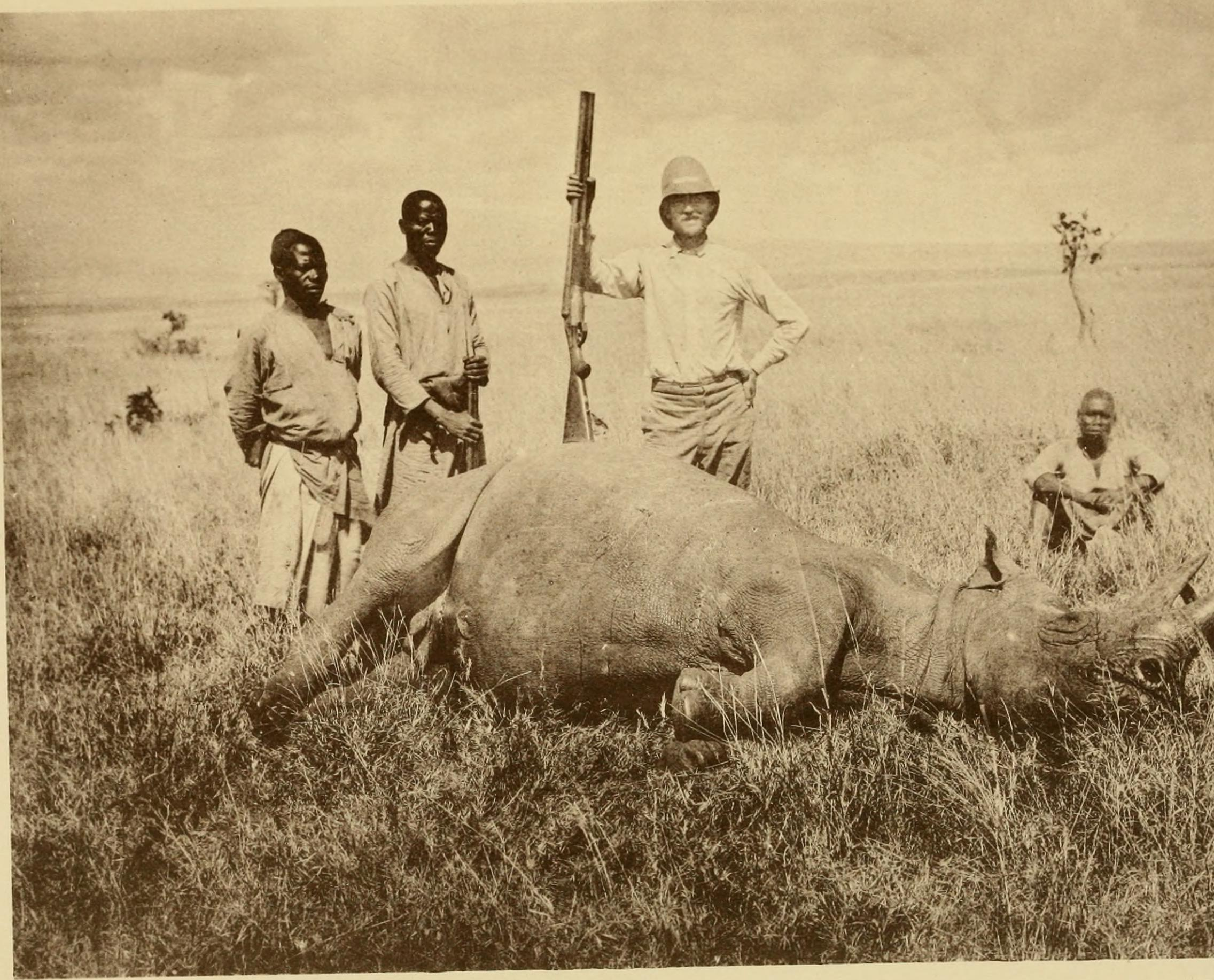
Evropský lovec s uloveným nosorožcem dvourohým (1892)

Nosorožec dvourohý je zařazen na Červeném seznamu IUCN v kategorii kriticky ohrožený. Populace je sice na vzestupu a od nejnižších stavů v 90. letech se více než zdvojnásobila, pokles v posledních třech generacích byl však natolik dramatický, že je druh stále považován za kriticky ohrožený. Tento nosorožec čelí různým typům ohrožení, k tomu nejvýznamnějšímu patří pytláctví, které je poháněno poptávkou po rozích v tradiční čínské medicině, částečně i v tradiční medicíně dalších asijských států. Roh se tam používá pro různé nemoci i jako výraz sociálního statusu, pro investice, povzbuzení sexuálního výkonu nebo jednoduše pro štěstí. Z rohu se však vyrábí i ornamentální předměty jako jsou misky a náramky. V minulosti byl roh oblíbeným materiálem pro výrobu násad ceremoniálních dýk v Jemenu (džambija) i některých dalších zemích Středního Východu. V roce 2023 se jako orientační cena za nosorožci roh uvádělo 65 000 amerických dolarů za jeden kilogram.

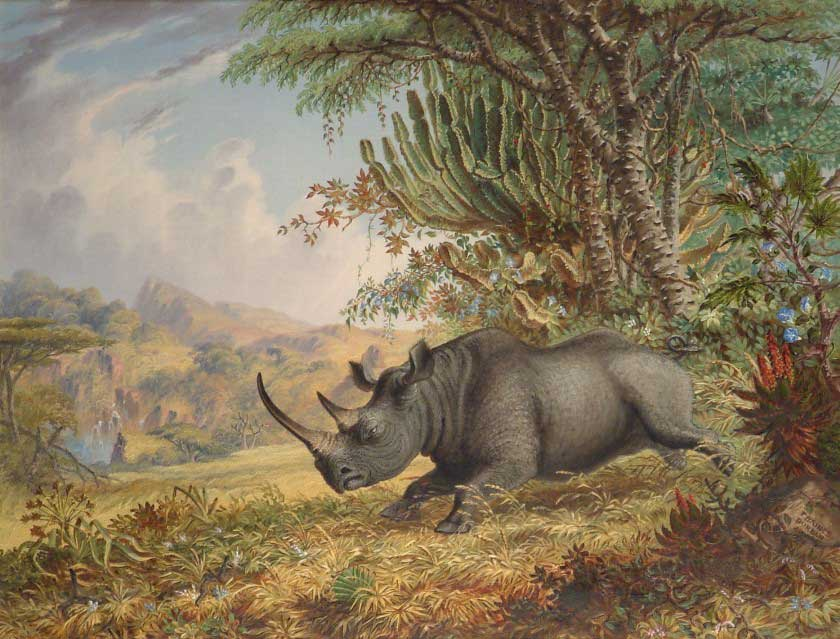
Malba nosorožce dvourohého (Thomas Baines, 1871)

Po silném nárůstu pytláctví po roce 2007 se někteří soukromí vlastníci rezervací rozhodli svých nosorožců zbavit, protože významně vzrostly náklady na zabezpečení jejich chovu. V letech 2013–2017 počet upytlačených afrických nosorožců dokonce přesáhl 1000 ročně, avšak kolem 90 % z nich byli nosorožci tuponosí. Pytláci mohou nosorožce někdy pronásledovat na poměrně velké vzdálenosti předtím, než jej doženou a odstřelí. Zatímco samice může v případě pronásledováni pytláky urazit i 40 km denně, u samce to je mnohem méně, což je patrně způsobeno jeho silnějším poutem k domovskému okrsku. V roce 2017 byl dokonce upytlačen jedinec ve francouzské zoo. Čtyřletý samec byl usmrcen střelou do hlavy a jeho roh odstraněn motorovou pilou. I když jsou známy případy ukradených rohů z muzejních či soukromých sbírek, takovýto případ dosud neměl v rámci evropských zoo obdoby.
Jednou z radikálních protipytláckých technik je uspání nosorožce a odstranění jeho rohu, k čemuž ochranáři přistupují např. v Keni, Tanzanii, Namibii, Zimbabwe a Svazijsku. Poprvé se s tím začalo snad v 80. letech 20. století v Namibii, k širší aplikaci této praktiky dochází od roku 2016. Mezi vědci se již nějakou dobu diskutuje otázka, jaké biologické důsledky odstranění rohu má – např. zda matky bez rohu dokáží stejně efektivně bránit svá mláďata před predátory nebo zda jedinci s rohem získávají nad bezrohými jedinci navrch. Podle studie z roku 2023 u nosorožců s odstraněnými rohy nebyla pozorována větší mortalita, avšak jedinci bez rohů mívají menší okrsky než jedinci s rohy a jsou méně sociální.

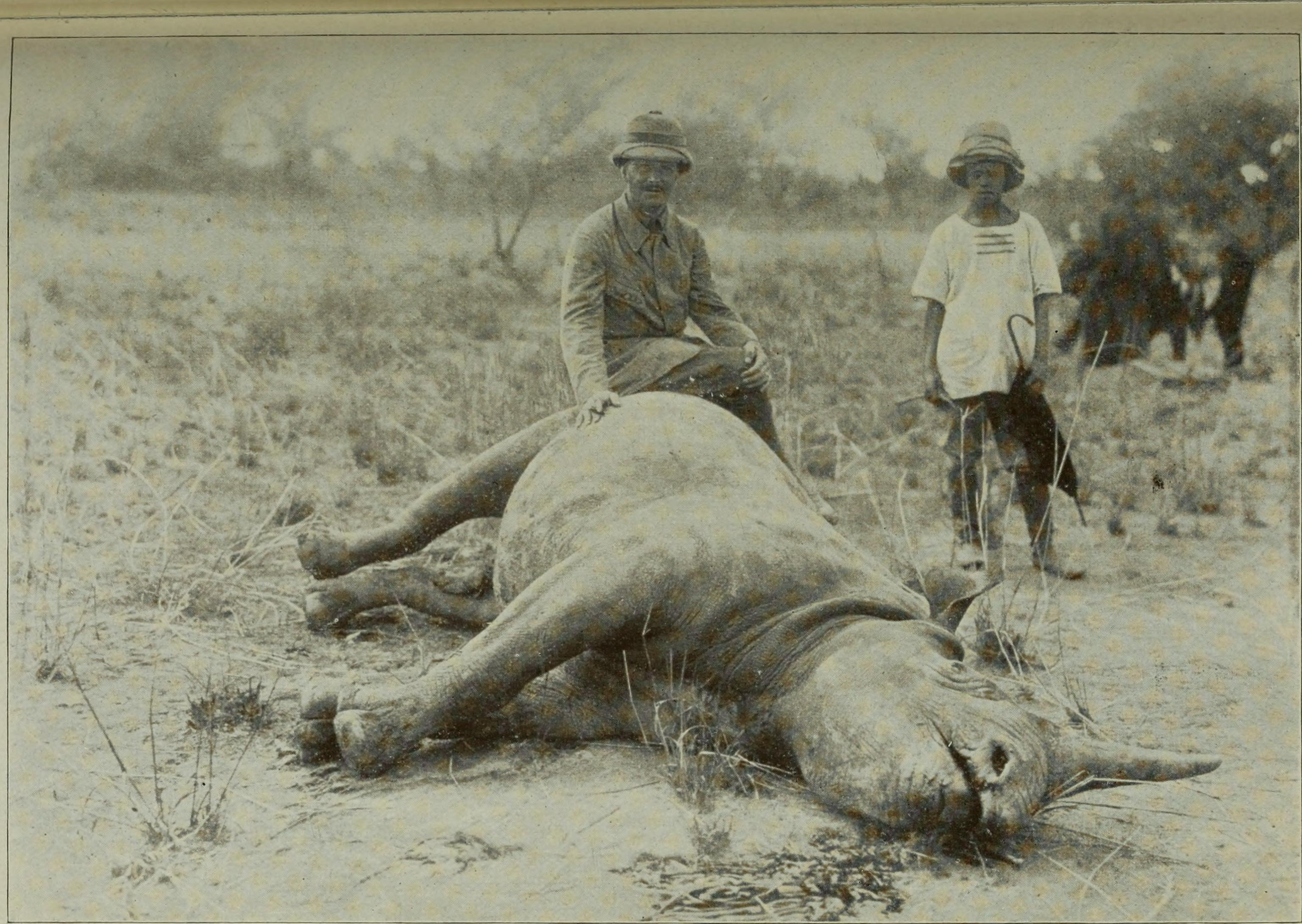
Nosorožec dvourohý odstřelený německým cestovatelem Adolfem Friedrich z Mecklenburgu (1913)

V Jihoafrické republice a Namibii nárůstu populace pomohl i výnosný trofejní lov, který motivoval soukromé vlastníky pozemků reintrodukovat nosorožce na jejich území. Trofejní lovci nicméně typicky odstřelují ty nejmohutnější nosorožce, což bývají starší, dominantní samci. Právě tito samci však bývají nejdůležitějšími jedinci pro populační nárůst. Mezi lety 2005–2017 bylo v Jihoafrické republice odstřeleno 45 nosorožců dvourohých v rámci trofejního lovu a 10 nosorožců dvourohých bylo takto uloveno v Namibii. Jelikož nosorožec dvourohý patří k vzácným lichokopytníkům, cena za jeho odlov patří k nejvyšším ze všech trofejních zvířat. V roce 2014 se povolení k odstřelu vydražilo za 350 000 amerických dolarů, v roce 2018 zaplatil americký lovec 400 000 amerických dolarů za odlov namibijského samce.
Pozitivní vliv na populaci mají reintrodukční a introdukční programy. Reintrodukcí se myslí přemístění nosorožců do míst, odkud byli vyhubeni, a introdukce představuje vypuštění v oblasti, kde se nosorožci v minulosti nevyskytovali. Úspěšnost reintrodukce nicméně závisí hlavně na implementaci opatření proti pytlákům, jako je oplocení nebo pravidelné patrolování oblasti. Úmrtnost translokovaných nosorožců dvourohých může dosahovat až 18 % a roli v úspěšném přesunu hraje řada faktorů od výběru vhodného jedince k translokaci po vhodnost nového habitu. Translokace jsou spojovány se stresem nosorožců během převozu i po vypuštění, který způsobuje sníženou reprodukční schopnost samic a vyšší úmrtnost nedospělých jedinců.

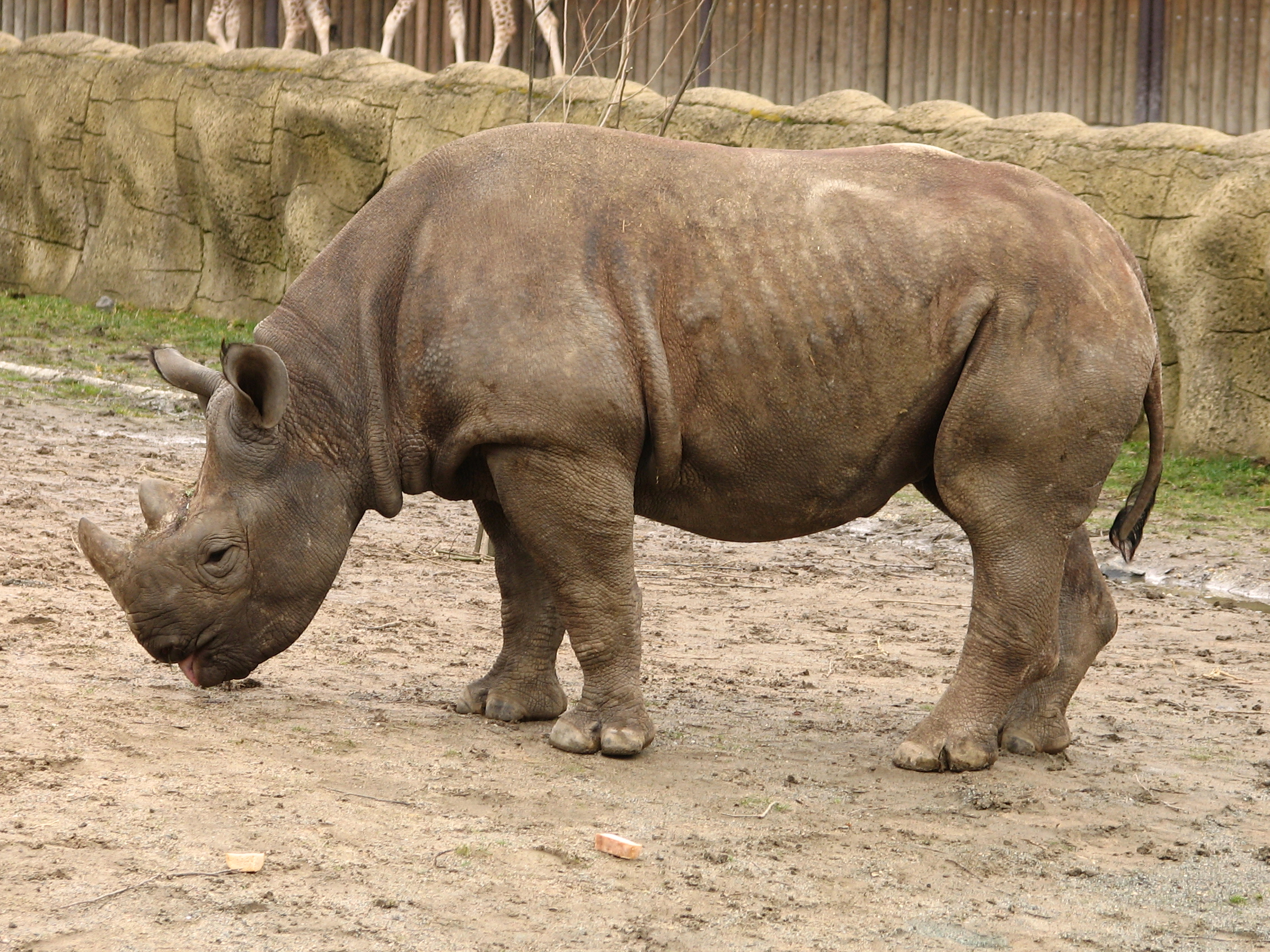
Nosorožec dvourohý východní v Zoo Dvůr Králové

Velká část populace nosorožců dvourohých se nachází v rezervacích podléhajících intenzivní ochraně, jejíž součástí je i budování oplocení. Řada populací je tak izolována jedna od druhé, čímž hrozí postupná ztráta genetické diverzity. U malých rezervací s hustým výskytem nosorožci čelí většímu riziku úmrtnosti v intraspecifických bojích. Nosorožec dvourohý je uveden v příloze I Úmluvy o mezinárodním obchodu s ohroženými druhy volně žijících živočichů a planě rostoucích rostlin (CITES) již od roku 1977. Tato úmluva zakazuje mezinárodní obchod s nosorožci dvourohými i produkty z nich vyrobených.

## Chov v zoo
V roce 2018 se nosorožec dvourohý choval v 61 zoologických zahradách, které držely kolem 184 jedinců. Zoologické zahrady hrají důležitou roli v managementu nosorožců tím, že poskytují platformu pro další výzkum, šíří v povědomí veřejnosti potřebu nosorožce chránit, uchovávají záložní populace a někdy i podporují divoké populace vypouštěním nosorožců narozených v zajetí. V Česku jako jediná chová nosorožce dvourohého ZOO Dvůr Králové, která k roku 2023 odchovala již 43 mláďat nosorožce dvourohého východního. Tím se řadí mezi nejúspěšnější chovatele nosorožců dvourohých mimo Afriku. V roce 2019 tato zoo zorganizovala převoz hned pěti nosorožců z Dvora Králové do Rwandy, což představovalo vůbec největší převoz nosorožců z Evropy do Afriky.

### Literatutra
- EMSLIE, Richard H.; ADCOCK, Keryn. Diceros bicornis BLACK RHINOCEROS. In: KINGDON, Jonathan. Mammals of Africa. London: Bloomsbury, 2013. ISBN 978-1-4081-8994-8. Svazek 5. S. 455–466. (anglicky)
- HILLMAN-SMITH, A. K. Kes; GROVES, Colin P. Diceros bicornis. Mammalian Species. 1994-06-02, čís. 455, s. 1–8. Dostupné online [cit. 2020-08-03]. ISSN 0076-3519. doi:10.2307/3504292. (anglicky)